# 天守物語
『天守物語』（てんしゅものがたり）は、1917年に泉鏡花によって書かれた戯曲。文芸誌『新小説』に発表された。鏡花は「この戯曲を上演してもらえたら、こちらが費用を負担してもよい」という主旨の発言をしているが、生前には舞台化されなかった。第二次大戦後（1951年）に、新派の花柳章太郎（富姫）、水谷八重子 (初代)（亀姫）らによって初演された（演出は伊藤道郎）。
澁澤龍彦が『夜叉ヶ池 天守物語』（岩波文庫）解説を執筆しており、前者より『天守物語』を高く評価している。
坂東玉三郎監督・主演、宮沢りえ共演で1995年に映画化されている。2006年にフジテレビ系列のTVアニメ『怪 〜ayakashi〜』において『四谷怪談』『化猫』と並ぶ3つの怪談の一つとしてアニメーション化された。製作は東映アニメーション。
知名度の高い作家の戯曲ゆえに現在までに舞台作品の公演は多数行われているが、本記事では追いきれていない。歌舞伎化、オペラ化と多様である。

## あらすじ
姫路城の天守から、妖しい夫人が地上を高みの見物のように見下ろしている。地方（猪苗代）から亀姫が遊びに来訪したりする。夫人が、地上での鷹狩の最中に不思議な力で鷹を武士らから奪い取ると、若い美男の鷹匠、図書之助が鷹を追って天守に上ってくる。恋に落ちる夫人と図書之助。そして事態は思わぬ方向へ……。

## 派生作品
- 『天守物語』金子國義・画、津原泰水・監修 （キノブックス、2015年）[3]
- 『天守物語』戯曲の出版100周年記念の画文集、宇野亞喜良、山本タカト・画（河出書房新社、2016年）[4]
- 『鏡花夢幻 波津彬子選集 第1巻』朝日新聞出版、2017年。「天守物語」、「夜叉ヶ池」、「海神別荘」を漫画化した作品（新版）

## 映画版
1995年（平成7年）製作、9月9日公開。松竹創業百年の記念作品。
- 監督、主演：坂東玉三郎 (5代目)
- 出演：宮沢りえ、宍戸開他

## 舞台

### 坂東玉三郎版
坂東玉三郎 (5代目)主演作品。

#### 1977年
日生劇場で公演。音楽：冨田勲（シンセサイザー演奏の録音）

#### 1985年
日生劇場で公演。増見利清が演出。姫川図書之助役は真田広之。

#### 1993年
シアター・ドラマシティで公演。斉藤雅文が演出。姫川図書之助役は堤真一。

#### 1994年
銀座セゾン劇場で公演。齋藤雅文が演出。富姫役：坂東玉三郎、亀姫：宮沢りえ、姫川図書之助：宍戸開。 

### 中村七之助版
中村七之助 (2代目)主演の歌舞伎公演作品。上述の1977年より主演を重ねてきた坂東玉三郎が演出及び照明を担当し、七之助に直接「富姫役」を伝授した。
- 2023年5月、『平成中村座姫路城公演』第二部にて上演[10][11]。なお、NHK Eテレの『古典芸能への招待』で同年6月25日21時  - 23時30分にテレビ放送された[12][13]。

《キャスト》
- 天守夫人富姫：二代目 中村七之助
- 若き鷹匠 姫川図書之助：中村虎之介
- 亀姫眷属十文字ヶ原 朱の盤坊：四代目 中村橋之助
- 岩代国猪苗代亀ヶ城 亀姫：二代目 中村鶴松
- 武田の家臣 小田原修理：四代目 片岡亀蔵
- 亀姫眷属茅野ヶ原の舌長婆 / 工人 近江之丞桃六（2役）：六代目 中村勘九郎
- 富姫奥女中 薄（すすき）：三代目 中村扇雀

- 2023年12月、東京・歌舞伎座の『十二月大歌舞伎』第三部にて上演[14][15]。

《キャスト》
- 天守夫人富姫：二代目 中村七之助
- 若き鷹匠 姫川図書之助：中村虎之介
- 亀姫眷属茅野ヶ原の舌長婆 / 工人 近江之丞桃六（2役）：六代目 中村勘九郎
- 富姫奥女中 薄（すすき）：六代目 上村吉弥
- 武田の家臣 小田原修理：四代目 片岡亀蔵
- 亀姫眷属十文字ヶ原 朱の盤坊：二代目 中村獅童
- 岩代国猪苗代亀ヶ城 亀姫：五代目 坂東玉三郎

### ク・ナウカ
1996年、宮城聰演出でク・ナウカにより、利賀芸術公園野外劇場で初演。以後、日本を含め世界各地で再演されている。

### 泉鏡花の天守物語

#### 1997年
1997年、『泉鏡花の天守物語』の題で、加納幸和の構成・演出により男優のみで構成されている花組芝居が4都市にて上演。加納が高校時代に坂東玉三郎の『天守物語』を見て「歌舞伎以外の舞台で歌舞伎のような感動を得られた」ことからずっと温めていて、劇団10周年ということで取り上げた作品。
キャスト
- 富姫：加納幸和
- 亀姫：大井靖彦
- 朱の盤坊：水下きよし
- 白鷹：植本潤
- 姫川図書之助：桂憲一
- 山隈九平：北沢洋
- 原川浩明、溝口健二、山下禎啓、広田豹、中脇樹人、横道毅、高荷邦彦、八代進一、佐藤誓、嶋倉雷象、木原実、小森谷徹

スタッフ
- 構成演出：加納幸和
- 舞台美術：川口夏江
- 照明：橋本和幸
- 作曲：坂本朗
- 音響：清水吉郎
- 衣装：阿部朱美
- コスチュームアドバイザー：竹内将
- 小道具：高庄優子
- 舞台監督：二本松武
- 制作：大宮夏子、辻󠄀いりえ、赤崎城子、石川弓子

#### 2000年
2000年1月8日から16日までシアターアプル、1月21日から23日まで新神戸オリエンタル劇場で上演された。初演に比べ、富姫と図書之助の恋愛に焦点が絞られている。
キャスト
- 天主夫人富姫：加納幸和
- 姫川図書之助：桂憲一
- 奥女中薄：八代進一
- 岩代国猪苗代亀姫：大井靖彦
- 十文字ヶ原朱の盤坊：水下きよし
- 茅野ヶ原の舌長姥：山下禎啓
- 播磨守家臣小田原修理 / 女の童鬼灯 ：北沢洋
- 播磨守家臣山隈九平 / 女の童蜻蛉：高荷邦彦
- 工人近江之丞桃六 / 白鷹：溝口健二
- 侍女桔梗：中脇樹人
- 侍女萩 / 白鷹：横道毅
- 侍女葛：嶋倉雷象
- 侍女女郎花：森川理文
- 侍女撫子：各務立基
- 侍女藤袴：秋葉陽司
- 鞠小姓土筆丸：松原綾央

#### 2012年
2012年5月に花組HON-YOMI芝居 『天守物語』という題でリーディング公演が行われた。構成・演出は加納幸和。
- 出演：加納幸和、原川浩明、桂憲一、北沢洋、松原綾央、磯村智彦、美斉津恵友、丸川敬之、二瓶拓也

#### 2018年
2018年に再演。2018年版は「泉鏡花の」は題に付いていない。10月3日から8日まであうるすぽっとで上演された。
キャスト
- 天守夫人富姫：小林大介（泉組）、加納幸和（鏡組）永澤洋（新人公演）
- 姫川図書之助：丸川敬之（泉組）、押田健史（鏡組）、武市佳久（新人公演）
- 岩代国猪苗代亀姫：二瓶拓也
- 十文字ケ原朱の盤坊：原川浩明
- 茅野ケ原の舌長姥：北沢洋
- 侍女桔梗：松原綾央
- 同萩：秋葉陽司
- 同女郎花：磯村智彦
- 同撫子：山下禎啓
- 奥女中薄：谷山知宏
- 女の童鬼灯：永澤洋
- 蜻蛉：武市佳久
- 播磨守家臣小田原修理：山下禎啓
- 山隅九平：秋葉陽司
- 白鷹 / 工人近江之丞桃六：桂宮治（ゲスト出演）

### 新国立劇場
1999年2月13日18時30分と2月14日15時 に新国立劇場・オペラ劇場で全2回公演。

#### キャスト
- 天守夫人・富姫：大川隆子 / 佐藤ひさら
- 姫川図書之助：小栗純一 / 黒田博
- 猪苗代亀の城・亀姫：斉田正子 / 天羽明惠
- 奥女中薄：永田直美 / 森山京子
- 朱の盤坊：築地利三郎 / 大澤建
- 舌長姥：丹波勝海 / 浦野りせ子
- 侍女・女郎花：小川明子
- 萩：腰越満美
- 葛：三角枝里佳
- 撫子：高橋知子
- 桔梗：津久井明子
- 山隈九平：峰茂樹
- 小田原修理：小宮一浩
- 武田播磨守：久保和範
- 近江之丞桃六：平野忠彦

#### スタッフ
- 公演監督：大賀寛
- 台本：金窪周作
- 補作：まえだ純
- 作曲：水野修孝
- 指揮：星出豊
- 演出：栗山昌良
- 舞台美術：石黒紀夫
- 衣裳：緒方規矩子
- 照明：沢田祐二
- 合唱指揮：坂本和彦
- 舞台監督：中村眞理
- 演出助手：小須田紀子 / 十川稔
- 副指揮：樋本英一 / 須藤桂司
- 芸術監督：畑中良輔
- 合唱：新国立劇場合唱団 / 杉並児童合唱団
- 管弦楽：東京交響楽団
- 主催：新国立劇場

### 少年社中
- 2011年6月3日から6月12日まで少年社中により吉祥寺シアターにて、毛利亘宏の脚色・演出で上演[23]。

#### 2019年
2011年の再演となる少年社中第37回公演『天守物語』が2019年8月2日から12日まで紀伊國屋ホール、8月16日から18日まで近鉄アート館で上演された。
キャスト
- 朱の盤坊：井俣太良[25]
- 亀姫：大竹えり
- 武田播磨守：岩田有民
- 薄：堀池直毅
- 姫川図書之助：廿浦裕介[25]
- 琢郎：長谷川太郎
- 舌長姥：杉山未央
- 桔梗：内山智絵
- 小田原修理：竹内尚文
- 家老：川本裕之
- 近江之丞桃六：北村諒[25]
- 鷹：納谷健[25]
- 極楽鳥：松永有紗
- 葛：長谷川かすみ
- 山隅九平：掛川僚太
- 女郎花：古澤美樹
- 萩：SATOCO
- 死宝丸：鈴木勝吾[25]
- 富姫：貴城けい

### 文化庁芸術祭
- 2011年11月5日から20日まで文化庁芸術祭主催公演として新国立劇場・中劇場にて上演[26][27][28][29]。「演劇特集 舞台 泉鏡花『天守物語』」として2012年1月15日15時  - 17時 にNHK Eテレで放送、2017年1月22日0時  - 1時55分にNHK Eテレで再放送[30][31]。以下のキャストとスタッフは本公演に準ずる。

#### キャスト
- 富姫：篠井英介
- 姫川図書之助：平岡祐太
- 亀姫：奥村佳恵
- 薄：江波杏子
- 舌長姥：田根楽子
- 近江之丞桃六：小林勝也
- 小田原修理：関戸将志
- 山隅九平：関秀人
- 朱の盤坊：坂元健児
- 桔梗：村岡希美
- 葛：粟田麗
- 撫子：鳴海由子
- 萩：小見美幸
- 女郎花：岡野真那美
- 女の童：冠野智美、浅場万矢、飛鳥井みや
- 討手：津村雅之、今國雅彦、稲葉俊一、早川友博、関佑太、遠藤広太、平良あきら

#### スタッフ
- 演出：白井晃
- 音楽：三宅純
- 演奏：山田貴之
- 美術：小竹信節
- 照明：斎藤茂男
- 音響：井上正弘
- 衣装：太田雅公
- 振付：康本雅子
- 殺陣：渥美博
- ヘアメイク：川端富生
- 演出助手：河合範子
- 舞台監督：藤崎遊
- 芸術監督：宮田慶子
- 主催：文化庁芸術祭執行委員会、新国立劇場
- 共催：TBS
- 後援：TBSラジオ

### スタジオライフ
男優のみで構成されているスタジオライフにより、2012年6月9日から24日まで紀伊國屋ホール、2012年6月30日から7月1日まで梅田芸術劇場シアター・ドラマシティにて公演。

#### キャスト
- 富姫：及川健 / 岩﨑大
- 姫川図書之助：荒木健太朗 / 松本慎也
- ススキ：曽世海司
- キキョウ：林勇輔
- ハギ：緒方和也
- クズ：鈴木智久
- オミナエシ：石飛幸治
- ナデシコ：山﨑康一
- 亀姫：関戸博一
- 朱の盤坊主：牧島進一
- 舌長姥：青木隆敏
- 修理：藤原啓児
- 九平：神野明人
- 兵士：原田洋二郎、織田和晃
- 桃六：倉本徹

#### スタッフ
- 上演台本･演出：倉田淳
- 美術･衣装：宇野亜喜良
- テーマ曲：今井寿

### 新版 天守物語
能楽師の梅若六郎玄祥が総合監修を担当。題名は、『新版 天守物語』。
フェスティバルホールとBunkamura オーチャードホールにて2014年4月に上演。

#### キャスト
- 富姫：大空祐飛
- 泉鏡花：三上博史
- 姫川図書之助：須賀貴匡
- 亀姫：中村梅丸
- 薄：青井陽治
- 茅ヶ原舌長姥：中村京蔵
- 近江之丞桃六：梅若六郎玄祥
- 十文字ヶ原朱の盤坊：茂山逸平

#### スタッフ
- 演出：高橋正徳

## オペラ
1979年初演。（1977年にテレビオペラとしてNHKの委嘱により作曲・放送され、そののち舞台作品として改訂・上演された。）
- 作曲：水野修孝
- 台本：金窪周作